# Premier League 1998-99

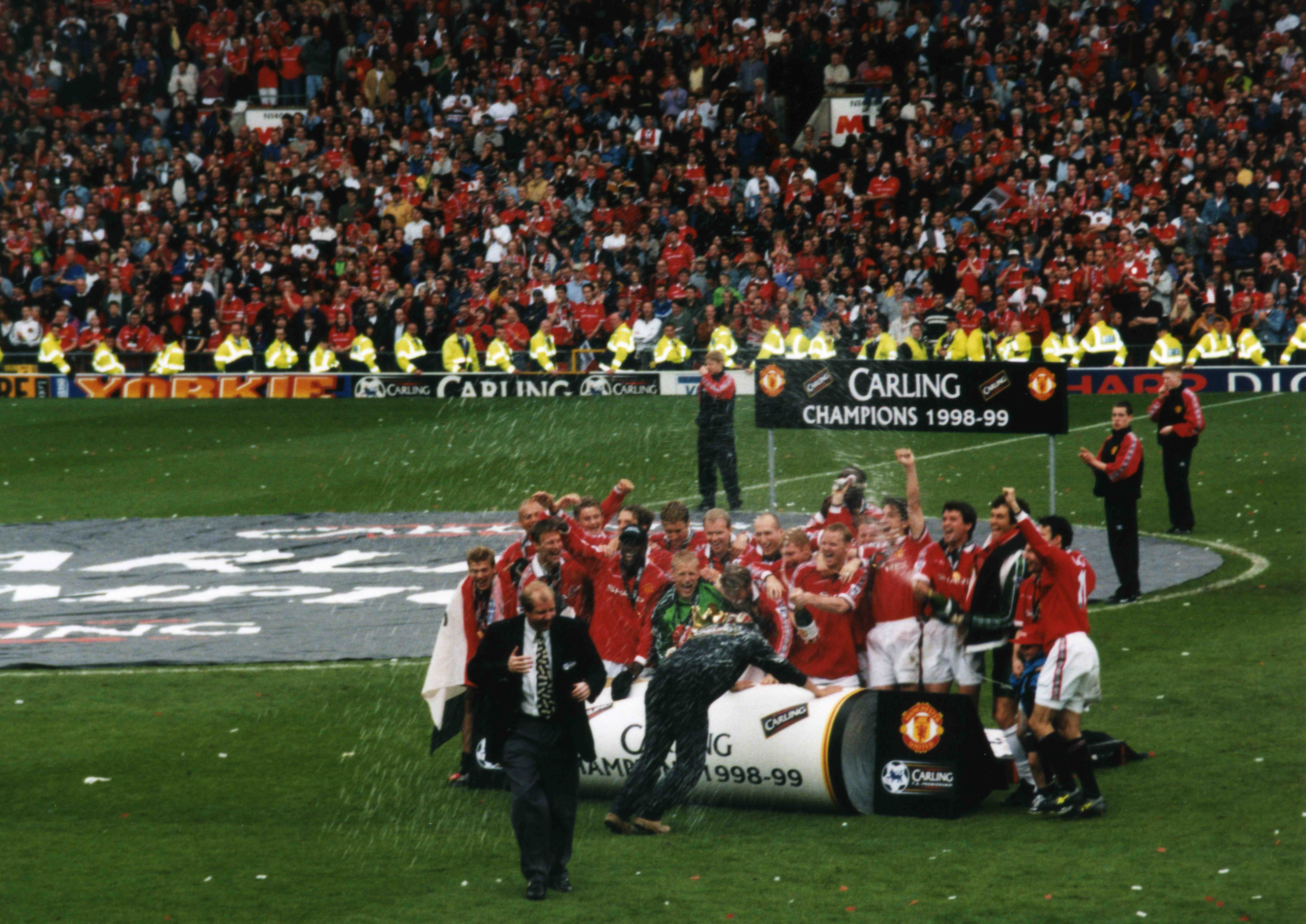
El Manchester United celebrando haber ganado la Premiere League de 1998-99

La temporada 1998-99 de la Premier League  fue la séptima edición de la máxima categoría de fútbol en Inglaterra. El campeón fue el Manchester United, que consiguió su título número 12 en Liga.

## Clasificación general
| Pos. | Equipo                | Pts. | PJ | G  | E  | P  | GF | GC | Dif. | Clasificación 1999-00                        |
| ---- | --------------------- | ---- | -- | -- | -- | -- | -- | -- | ---- | -------------------------------------------- |
| 1    | Manchester United (C) | 79   | 38 | 22 | 13 | 3  | 80 | 37 | +43  | Fase de grupos de la Liga de Campeones       |
| 2    | Arsenal               | 78   | 38 | 22 | 12 | 4  | 59 | 17 | +42  | Fase de grupos de la Liga de Campeones       |
| 3    | Chelsea               | 75   | 38 | 20 | 15 | 3  | 57 | 30 | +27  | Tercera ronda previa de la Liga de Campeones |
| 4    | Leeds United          | 67   | 38 | 18 | 13 | 7  | 62 | 34 | +28  | Primera ronda de la Copa de la UEFA          |
| 5    | West Ham United       | 57   | 38 | 16 | 9  | 13 | 46 | 53 | −7   | Tercera ronda de la Copa Intertoto           |
| 6    | Aston Villa           | 55   | 38 | 15 | 10 | 13 | 55 | 51 | +4   |                                              |
| 7    | Liverpool             | 54   | 38 | 15 | 9  | 14 | 68 | 49 | +19  |                                              |
| 8    | Derby County          | 52   | 38 | 13 | 13 | 12 | 40 | 45 | −5   |                                              |
| 9    | Middlesbrough         | 51   | 38 | 12 | 15 | 11 | 48 | 54 | −6   |                                              |
| 10   | Leicester City        | 49   | 38 | 12 | 13 | 13 | 40 | 46 | −6   |                                              |
| 11   | Tottenham Hotspur     | 47   | 38 | 11 | 14 | 13 | 47 | 50 | −3   | Primera ronda de la Copa de la UEFA          |
| 12   | Sheffield Wednesday   | 46   | 38 | 13 | 7  | 18 | 41 | 42 | −1   |                                              |
| 13   | Newcastle United      | 46   | 38 | 11 | 13 | 14 | 48 | 54 | −6   | Primera ronda de la Copa de la UEFA          |
| 14   | Everton               | 43   | 38 | 11 | 10 | 17 | 42 | 47 | −5   |                                              |
| 15   | Coventry City         | 42   | 38 | 11 | 9  | 18 | 39 | 51 | −12  |                                              |
| 16   | Wimbledon             | 42   | 38 | 10 | 12 | 16 | 40 | 63 | −23  |                                              |
| 17   | Southampton           | 41   | 38 | 11 | 8  | 19 | 37 | 64 | −27  |                                              |
| 18   | Charlton Athletic (D) | 36   | 38 | 8  | 12 | 18 | 41 | 56 | −15  | Descenso de categoría                        |
| 19   | Blackburn Rovers (D)  | 35   | 38 | 7  | 14 | 17 | 38 | 52 | −14  | Descenso de categoría                        |
| 20   | Nottingham Forest (D) | 30   | 38 | 7  | 9  | 22 | 35 | 69 | −34  | Descenso de categoría                        |

 Fuente: [cita requerida]
Notas:
1. ↑  Tottenham Hotspur se clasificó a la Copa de la UEFA 1999-00 como campeón de la Copa de la Liga de Inglaterra 1998-99.
2. ↑  Newcastle United se clasificó a la Copa de la UEFA 1999-00 como subcampeón de la FA Cup 1998-99, ya que el campeón Manchester United, se clasificó a la Liga de Campeones de la UEFA 1999-00.

| Bandera de Inglaterra                |
| Campeón Manchester United 12º título |

### Estadísticas de la liga
| Goles totales:                 | 963  |
| Promedio de goles por partido: | 2.53 |

## Máximos goleadores
| Jugador                 | Equipo            | Goles |
| ----------------------- | ----------------- | ----- |
| Jimmy Floyd Hasselbaink | Leeds United      | 18    |
| Michael Owen            | Liverpool         | 18    |
| Dwight Yorke            | Manchester United | 18    |
| Nicolas Anelka          | Arsenal           | 17    |
| Andy Cole               | Manchester United | 17    |